# Radio Italia Live
Radio Italia Live è un programma televisivo musicale italiano.
Ha esordito nel 2015 su Italia 1 con il titolo Fronte del palco, per poi andare in onda dal 13 aprile 2017 su Real Time come Radio Italia Live.
Il programma, realizzato in collaborazione con Radio Italia, è trasmesso dall'Auditorium proprio della radio, con sede a Cologno Monzese. In ogni puntata un gruppo o un artista italiano si presenta sul palco dell'Auditorium e si esibisce davanti a dei fan presenti in sala, i quali possono fare domande ai protagonisti o al protagonista della puntata tramite delle domande che vengono apposte sopra di una lavagna accanto al palco.

## Puntate

### Prima edizione (primavera 2017)
La prima edizione è andata in onda dal 13 aprile al 15 giugno 2017 in prima serata, su Real Time, con la conduzione di Serena Rossi.
| Puntata | Messa in onda  | Ospiti             |
| ------- | -------------- | ------------------ |
| 1ª      | 13 aprile 2017 | Benji & Fede       |
| 2ª      | 20 aprile 2017 | Ermal Meta         |
| 3ª      | 27 aprile 2017 | Nek                |
| 4ª      | 4 maggio 2017  | Alessandra Amoroso |
| 5ª      | 11 maggio 2017 | Fabri Fibra        |
| 6ª      | 18 maggio 2017 | Samuel             |
| 7ª      | 25 maggio 2017 | Francesco Renga    |
| 8ª      | 1º giugno 2017 | Paola Turci        |
| 9ª      | 8 giugno 2017  | Alex Britti        |
| 10ª     | 15 giugno 2017 | J-Ax e Fedez       |

### Seconda edizione (2017-2018)
La seconda edizione è andata in onda dal 15 novembre 2017 al 3 maggio 2018, in prima serata, con la conduzione di Manola Moslehi accompagnata da altri speaker di Radio Italia. 
| Puntata | Messa in onda    | Ospiti                                         |
| ------- | ---------------- | ---------------------------------------------- |
| 1ª      | 15 novembre 2017 | Tiziano Ferro                                  |
| 2ª      | 22 novembre 2017 | Francesco Gabbani                              |
| 3ª      | 29 novembre 2017 | Thegiornalisti                                 |
| 4ª      | 6 dicembre 2017  | Umberto Tozzi                                  |
| 5ª      | 13 dicembre 2017 | Fiorella Mannoia                               |
| 6ª      | 19 dicembre 2017 | Gianna Nannini                                 |
| 7ª      | 11 gennaio 2018  | Raphael Gualazzi                               |
| 8ª      | 18 gennaio 2018  | Max Pezzali                                    |
| 9ª      | 25 gennaio 2018  | Mario Venuti                                   |
| 10ª     | 22 febbraio 2018 | le Nuove proposte del Festival di Sanremo 2018 |
| 11ª     | 1 marzo 2018     | Nina Zilli                                     |
| 12ª     | 8 marzo 2018     | Caparezza                                      |
| 13ª     | 15 marzo 2018    | Emma Marrone                                   |
| 14ª     | 22 marzo 2018    | Le Vibrazioni                                  |
| 15ª     | 29 marzo 2018    | Fabrizio Moro                                  |
| 16ª     | 12 aprile 2018   | Annalisa                                       |
| 17ª     | 19 aprile 2018   | Ron                                            |
| 18ª     | 26 aprile 2018   | Negrita                                        |
| 19ª     | 3 maggio 2018    | Ermal Meta                                     |

### Terza edizione (2018-2019)
La terza edizione è andata in onda dal 13 novembre 2018 al 17 aprile 2019, in prima serata, con la conduzione di Manola Moslehi accompagnata da altri speaker di Radio Italia.
| Puntata | Messa in onda    | Ospiti             |
| ------- | ---------------- | ------------------ |
| 1ª      | 13 novembre 2018 | Gué Pequeno        |
| 2ª      | 20 novembre 2018 | Luca Carboni       |
| 3ª      | 27 novembre 2018 | Benji & Fede       |
| 4ª      | 4 dicembre 2018  | Tiromancino        |
| 5ª      | 11 dicembre 2018 | Thegiornalisti     |
| 6ª      | 18 dicembre 2018 | Loredana Bertè     |
| 7ª      | 16 gennaio 2019  | Laura Pausini      |
| 8ª      | 23 gennaio 2019  | Elisa              |
| 9ª      | 30 gennaio 2019  | Jovanotti          |
| 10ª     | 20 febbraio 2019 | Emma Marrone       |
| 11ª     | 27 febbraio 2019 | Malika Ayane       |
| 12ª     | 6 marzo 2019     | Mahmood            |
| 13ª     | 14 marzo 2019    | Alessandra Amoroso |
| 14ª     | 20 marzo 2019    | Irama              |
| 15ª     | 27 marzo 2019    | Negrita            |
| 16ª     | 8 aprile 2019    | Ultimo             |
| 17ª     | 10 aprile 2019   | Arisa              |
| 18ª     | 17 aprile 2019   | Enrico Ruggeri     |

### Quarta edizione (2019-2020)
| Puntata | Messa in onda    | Ospiti              |
| ------- | ---------------- | ------------------- |
| 1ª      | 4 novembre 2019  | Coez                |
| 2ª      | 11 novembre 2019 | Fiorella Mannoia    |
| 3ª      | 18 novembre 2019 | Nek                 |
| 4ª      | 25 novembre 2019 | Il Volo             |
| 5ª      | 2 dicembre 2019  | Achille Lauro       |
| 6ª      | 9 dicembre 2019  | Niccolò Fabi        |
| 7ª      | 16 dicembre 2019 | Gigi D'Alessio      |
| 8ª      | 23 dicembre 2019 | Fabrizio Moro       |
| 9ª      | 13 gennaio 2020  | Eros Ramazzotti     |
| 10ª     | 27 gennaio 2020  | J-Ax                |
| 11ª     | 10 febbraio 2020 | Marracash           |
| 12ª     | 17 febbraio 2020 | Zucchero Fornaciari |
| 13ª     | 24 febbraio 2020 | Le Vibrazioni       |
| 14ª     | 2 marzo 2020     | Brunori Sas         |

### Quinta edizione (2020-2021)
| Puntata | Messa in onda    | Ospiti                    |
| ------- | ---------------- | ------------------------- |
| 1ª      | 6 novembre 2020  | Francesco Gabbani         |
| 2ª      | 13 novembre 2020 | Irene Grandi              |
| 3ª      | 20 novembre 2020 | Fedez                     |
| 4ª      | 27 novembre 2020 | Annalisa                  |
| 5ª      | 4 dicembre 2020  | Max Pezzali               |
| 6ª      | 11 dicembre 2020 | Diodato                   |
| 7ª      | 18 dicembre 2020 | Negramaro                 |
| 8ª      | 8 gennaio 2021   | Edoardo Bennato           |
| 9ª      | 15 gennaio 2021  | Pinguini Tattici Nucleari |
| 10ª     | 22 gennaio 2021  | Marco Masini              |
| 11ª     | 29 gennaio 2021  | Fabrizio Moro             |
| 12ª     | 5 febbraio 2021  | Tiromancino               |
| 13ª     | 12 febbraio 2021 | Samuel                    |
| 14ª     | 19 febbraio 2021 | Emma Marrone              |
| 15ª     | 12 marzo 2021    | Ermal Meta                |
| 16ª     | 19 marzo 2021    | Francesca Michielin       |
| 17ª     | 26 marzo 2021    | Malika Ayane              |
| 18ª     | 2 aprile 2021    | Måneskin                  |
| 19ª     | 9 aprile 2021    | Max Gazzè                 |
| 20ª     | 16 aprile 2021   | Francesco Renga           |
| 21ª     | 23 aprile 2021   | Noemi                     |
| 22ª     | 30 aprile 2021   | The Kolors                |
| 23ª     | 7 maggio 2021    | Alessandra Amoroso        |
| 24ª     | 14 maggio 2021   | Achille Lauro             |
| 25ª     | 21 maggio 2021   | Arisa                     |
| 26ª     | 28 maggio 2021   | Irama                     |

### Sesta edizione (2021-2022)
| Puntata | Messa in onda    | Ospiti             |
| ------- | ---------------- | ------------------ |
| 1ª      | 12 novembre 2021 | Rocco Hunt         |
| 2ª      | 19 novembre 2021 | Baby K             |
| 3ª      | 26 novembre 2021 | Deddy              |
| 4ª      | 3 dicembre 2021  | Sangiovanni        |
| 5ª      | 10 dicembre 2021 | Loredana Bertè     |
| 6ª      | 17 dicembre 2021 | Carmen Consoli     |
| 7ª      | 7 gennaio 2022   | Gaia               |
| 8ª      | 25 febbraio 2022 | Alessandra Amoroso |
| 9ª      | 4 marzo 2022     | Tommaso Paradiso   |
| 10ª     | 11 marzo 2022    | Marracash          |
| 11ª     | 18 marzo 2022    | Coez               |
| 12ª     | 25 marzo 2022    | Guè                |
| 13ª     | 1º aprile 2022   | Le Vibrazioni      |
| 14ª     | 8 aprile 2022    | Rkomi              |
| 15ª     | 15 aprile 2022   | Elodie             |
| 16ª     | 22 aprile 2022   | Michele Bravi      |
| 17ª     | 29 aprile 2022   | Francesco Gabbani  |
| 18ª     | 6 maggio 2022    | AKA 7even          |

### Settima edizione (2022-2023)
| Puntata | Messa in onda    | Ospiti                    |
| ------- | ---------------- | ------------------------- |
| 1ª      | 4 novembre 2022  | Claudio Baglioni          |
| 2ª      | 11 novembre 2022 | Fabri Fibra               |
| 3ª      | 18 novembre 2022 | Le Vibrazioni             |
| 4ª      | 25 novembre 2022 | Raf                       |
| 5ª      | 2 dicembre 2022  | Biagio Antonacci          |
| 6ª      | 9 dicembre 2022  | Jovanotti                 |
| 7ª      | 16 dicembre 2022 | Pinguini Tattici Nucleari |
| 8ª      | 23 dicembre 2022 | Marco Mengoni             |
| 9ª      | 13 gennaio 2023  | Negramaro                 |
| 10ª     | 20 gennaio 2023  | Nek                       |
| 11ª     | 27 gennaio 2023  | Achille Lauro             |
| 12ª     | 3 febbraio 2023  | Noemi                     |
| 13ª     | 24 febbraio 2023 | Elodie                    |
| 14ª     | 3 marzo 2023     | Lazza                     |
| 15ª     | 10 marzo 2023    | I Cugini di Campagna      |
| 16ª     | 17 marzo 2023    | Levante                   |
| 17ª     | 24 marzo 2023    | Diodato                   |
| 18ª     | 31 marzo 2023    | Madame                    |
| 19ª     | 7 aprile 2023    | Gianni Morandi            |

### Ottava edizione (2023-2024)
| Puntata | Messa in onda    | Ospiti                |
| ------- | ---------------- | --------------------- |
| 1ª      | 3 novembre 2023  | Francesco Renga e Nek |
| 2ª      | 10 novembre 2023 | Ernia                 |
| 3ª      | 17 novembre 2023 | Annalisa              |
| 4ª      | 24 novembre 2023 | Irama e Rkomi         |
| 5ª      | 1 dicembre 2023  | The Kolors            |
| 6ª      | 8 dicembre 2023  | Boomdabash            |
| 7ª      | 15 dicembre 2023 | Emma                  |
| 8ª      | 22 dicembre 2023 | Tommaso Paradiso      |
| 9ª      | 12 gennaio 2024  | Colapesce Dimartino   |
| 10ª     | 19 gennaio 2024  | Coez e Frah Quintale  |
| 11ª     | 26 gennaio 2024  | Tiromancino           |
| 12ª     | 2 febbraio 2024  | Calcutta              |
| 13ª     | 23 febbraio 2024 | Mahmood               |
| 14ª     | 1 marzo 2024     | Angelina Mango        |
| 15ª     | 8 marzo 2024     | Ricchi e Poveri       |
| 16ª     | 15 marzo 2024    | Rose Villain          |
| 17ª     | 22 marzo 2024    | Gazzelle              |
| 18ª     | 29 marzo 2024    | Il Volo               |
| 19ª     | 5 aprile 2024    | Subsonica             |

### Nona edizione (2024-2025)
| Puntata | Messa in onda    | Ospiti            |
| ------- | ---------------- | ----------------- |
| 1ª      | 8 novembre 2024  | Achille Lauro     |
| 2ª      | 15 novembre 2024 | Marco Masini      |
| 3ª      | 22 novembre 2024 | Alfa              |
| 4ª      | 29 novembre 2024 | Tananai           |
| 5ª      | 6 dicembre 2024  | Benji & Fede      |
| 6ª      | 13 dicembre 2024 | Negramaro         |
| 7ª      | 20 dicembre 2024 | Gigi D'Alessio    |
| 8ª      | 10 gennaio 2025  | Fiorella Mannoia  |
| 9ª      | 17 gennaio 2025  | Anna              |
| 10ª     | 24 gennaio 2025  | Paola & Chiara    |
| 11ª     | 31 gennaio 2025  | Raf               |
| 12ª     | 28 febbraio 2025 | The Kolors        |
| 13ª     | 7 marzo 2025     | Tony Effe         |
| 14ª     | 14 marzo 2025    | Negrita           |
| 15ª     | 21 marzo 2025    | Gaia              |
| 16ª     | 26 marzo 2025    | Valentina Parisse |
| 17ª     | 28 marzo 2025    | Coma_Cose         |
| 18ª     | 4 aprile 2025    | Rose Villain      |
| 19ª     | 11 aprile 2025   | Brunori Sas       |